# 達維季夫卡 (特羅伊齊克區)
49°47′46″N 38°11′9″E / 49.79611°N 38.18583°E
達維季夫卡（烏克蘭語：Давидівка）是位於烏克蘭東部的村莊，由盧甘斯克州斯瓦托韋區的特羅伊齊克市鎮負責管轄。該村始建於1950年，面積4.7平方公里，海拔高度139米，2001年人口12，人口密度每平方公里2.55人。